# サイキックSFX/魔界戦士
『サイキックSFX/魔界戦士』（-えすえふえっくす まかいせんし、原題：奇縁、英題：Witch From Nepal）は、1986年の香港映画。ヒマラヤ山脈の奥地に住む部族の指導者となり得る超能力を秘めた男が、部族の巫女の力を借りて悪の超能力者に戦いを挑むSFアクション映画。
日本では東京国際ファンタスティック映画祭'86で『奇縁』の邦題で上映されたが劇場公開はされず、『サイキックSFX/魔界戦士』の邦題でビデオ化された。

## キャスト
- ジョー：チョウ・ユンファ
- シーラ：エミリー・チュウ
- 黒豹男：ディック・ウェイ
- アイーダ：ナム・キットイン

## スタッフ
- 監督・アクション指導：チン・シウトン
- 脚本：ツイ・チェンホン
- 撮影：トム・ラウ
- 音楽：シャーマン・チョウ、ヴァイオレット・ラム
- 製作総指揮：レイモンド・チョウ、アンソニー・チョウ